# محمد بن علي أبا الخيل
الشيخ محمد بن علي بن عبد الله بن عبد العزيز بن محمد بن صالح أبا الخيل، ولد في مدينة بريدة في منطقة القصيم 1351هـ الموافق 1932م، وزير المالية السعودي السابق، أمضى في الوزارة عشرين عاماً، وهو شخصية اقتصادية مرموقة مخضرمة، ويرجع نسبه إلى أسرة أبا الخيل من آل نجيد من المنابهة من بني وهب من عنزة.

## مؤهلاته العلمية
- بكالوريس: إدارة أعمال من كلية التجارة بجامعة القاهرة في مصر.

## مناصبه
- عمل في مكتب وزير المواصلات (من عام 1956- 1961م )
- عين مديراً عاماً لمعهد الإدارة العامة وكلف بتأسيسه (1961-1964م )
- وكيل وزارة المالية والاقتصاد الوطني (1964-1970م )
- نائب وزير المالية والاقتصاد الوطني (1970-1971م )
- وزير دولة للشؤون المالية والاقتصاد الوطني - عضو مجلس الوزراء (1971م - 1975م )
- وزيراً للمالية (1975 - 1995 م )
- رئيس مجلس إدارة معهد الإدارة العامة
- رئيس مجلس إدارة بنك الرياض
- رئيس مجلس إدارة البنك السعودي العالمي في لندن
- عضو مجلس إدارة المجلس الأستشاري الأعلى للبترول والمعادن
- عضو مجلس إدارة المجلس الأعلى للشؤون الإسلامية
- عضو مجلس إدارة اللجنة العليا للإصلاح الإداري (نائب الرئيس )
- عضو مجلس إدارة مجلس الخدمة المدنية
- عضو مجلس إدارة القوى العاملة
- عضو مجلس إدارة الأعلى للجامعات
- عضو الهيئة الاستشارية لمجلس دول التعاون الخليجي
- عضو مجلس إدارة بنك جي بي مورجان